# Adam Vinatieri
Adam Vinatieri (født 28. december 1972 i Yankton, South Dakota, USA) er en amerikansk footballspiller, der spiller i NFL som place kicker for Indianapolis Colts. Vinatieri kom ind i ligaen i 1996 og spillede, inden han i 2006 kom til Indianapolis, sine første ti sæsoner hos New England Patriots.
Vinatieri er, ikke mindst på grund af sine Super Bowl-meritter, blevet en af de højest profilerede place kickere i NFL. Fire gange, heraf de tre med New England Patriots, har han været på det vindende Super Bowl hold, og i to af tilfældene med en helt afgørende rolle. I Super Bowl XXXVI mod St. Louis Rams afgjorde Vinatieri kampen med et field goal i de sidste sekunder, og to år senere gentog han bedriften mod Carolina Panthers i Super Bowl XXXVIII. Han var desuden en del af Patriots sejrende hold i Super Bowl XXXIX og Colts' i Super Bowl XLI.
Vinatieris præstationer har to gange, i 2002 og 2004 skaffet ham adgang til Pro Bowl, ligaens All Star-kamp.

## Klubber
- New England Patriots (1996–2005)
- Indianapolis Colts (2006–)